# Championnat de Belgique masculin de handball 1991-1992
Navigation
Division 1 1990-1991 Division 1 1992-1993
La saison 1991-1992 du Championnat de Belgique masculin de handball est la 34e édition de la plus haute division de handball en Belgique. La première phase du championnat la phase classique, est suivie des Play-offs pour les quatre équipes terminant en tête.
Cette édition est remportée pour la première fois par l'Olse Merksem HC, il s'agit du seul titre remporté par le club anversois, c'est également le troisième club anversois a remporté le titre après le KV Sasja HC et le Klub Mechelen. L'Union beynoise termine quant à lui, pour la quatrième fois de son histoire, à la seconde place. Enfin le Sporting Neerpelt et le tenant du titre du HC Herstal se classent respectivement troisième et quatrième. Cette saison est marquée par un litige concernant la quatrième place disputée entre l'Initia HC Hasselt et le Sporting Neerpelt (Voir section).
Enfin, dans le bas du classement, l'Olympia Heusden et l'Apolloon Kortrijk sont relégués et seront remplacés la saison suivante par le HC Kiewit et le HC Eynatten.

## Participants
| Club                | Classement 1990-1991 | Matricule | Localisation   | Entraîneur                                            | Salle                                | Capacité |
| ------------------- | -------------------- | --------- | -------------- | ----------------------------------------------------- | ------------------------------------ | -------- |
| HC Herstal          | 1er                  | 58        | Herstal        | Thierry Herbillon                                     | ?                                    | ?        |
| KV Sasja HC Hoboken | 2e                   | 41        | Anvers         | ?                                                     | ?                                    | ?        |
| Sporting Neerpelt   | 3e                   | 112       | Neerpelt       | ?                                                     | Sportcentrum Dommelhof               | ?        |
| Olse Merksem HC     | 4e                   | 48        | Anvers         | Gio antonioli                                         | ?                                    | ?        |
| Union beynoise      | 5e                   | 3         | Beyne-Heusay   | Christian Verbert                                     | ?                                    | ?        |
| Initia HC Hasselt   | 6e                   | 142       | Hasselt        | ?                                                     | ?                                    | ?        |
| Apoloon Kortrijk    | 7e                   | 198       | Courtrai       | ?                                                     | ?                                    | ?        |
| Sporta Evere        | 8e                   | 46        | Evere          | Haigozum Turzugian Peter Lammers Jean-Jacques Barbier | Complexe de l'Avenue des Combattants | ?        |
| HV Arena Hechtel    | 9e                   | 152       | Hechtel-Eksel  | ?                                                     | ?                                    | ?        |
| RPSM                | 10e                  | 49        | Saint-Nicolas  | Eddy Bonten.                                          | ?                                    | ?        |
| Olympia Heusden     | ? (D2)               | ?         | Heusden-Zolder | ?                                                     | ?                                    | ?        |
| KTSV Eupen 1889     | ? (D2)               | 5         | Eupen          | Marek Wociechowski                                    | Stockbergerweg                       | 400      |

### Localisation
| \| Olympia Heusden RPSM Initia HC Hasselt Union Beynoise Olse Merksem HC KV Sasja HC Sporting Neerpelt HC Herstal Apolloon Kortrijk HV Arena KTSV Eupen Sporta Evere \| Localisation des clubs engagés dans le championnat |
| Olympia Heusden RPSM Initia HC Hasselt Union Beynoise Olse Merksem HC KV Sasja HC Sporting Neerpelt HC Herstal Apolloon Kortrijk HV Arena KTSV Eupen Sporta Evere                                                          |

Nombre d'équipes par Province
| # | Province                        | Nombre | Équipe(s)                                                               |
| - | ------------------------------- | ------ | ----------------------------------------------------------------------- |
| 1 | Province de Liège               | 4      | Union beynoise, HC Herstal, RPSM, KTSV Eupen 1889                       |
| 1 | Province de Limbourg            | 4      | Initia HC Hasselt, Sporting Neerpelt, Olympia Heusden, HV Arena Hechtel |
| 2 | Province d'Anvers               | 2      | KV Sasja HC Hoboken, Olse Merksem HC                                    |
| 3 | Région de Bruxelles-Capitale    | 1      | Sporta Evere                                                            |
| 3 | Province de Flandre-Occidentale | 1      | Apolloon Kortrijk                                                       |

## Compétition

### Organisation du championnat
La saison régulière est disputée par 12 équipes jouant chacune l'une contre l'autre à deux reprises selon le principe des phases aller et retour. Une victoire rapporte 2 points, une égalité, 1 point et, donc une défaite 0 point.
Après la saison régulière, les 4 équipes les mieux classées s'engagent dans les play-offs. Ceux-ci constituent en un nouveau championnat qui désignera le champion ainsi que les tickets européens.
Les quatre équipes s'affrontent en phase aller-retour, dans lequel le premier débute avec 4 points, le deuxième avec 3 points, le troisième avec 2 points et le quatrième avec 1 point.
Les 8 dernières équipes de la phase régulière, ne s'engage pas dans des play-downs. Ce qui fait que les deux dernières équipes sont reléguées en division 2.

### Hasselt contre Neerpelt
Au terme de la phase classique, avec le même nombre de points ainsi que le même nombre de victoires, le Sporting Neerpelt et l'Initia HC Hasselt terminent tous deux à la quatrième place, dernière place qualificative pour les play-offs .
Dès lors le CEP (Comité exécutif paritaire) et l'UBH (Union belge de handball) devaient trancher entre l'article 631 C (goal average et dans ce cas Hasselt serait qualifié) ou l'article 641 B (organisation d'un test-match).
Ce fut finalement un test-match qui dut être joué à Hechtel-Eksel mais lors de ce test-match seul Neerpelt était présent, en effet Hasselt mécontent s'est pourvu en cassation.
Mais rien n'y fait et ce fut finalement le Sporting Neerpelt qui remporta le test-match sur forfait de l'Initia et donc fut qualifié pour les play-offs.

### Saison régulière

#### Classement
|    | Équipe              | Pts | J  | G  | N | P  | Bp  | Bc  | Diff |
| -- | ------------------- | --- | -- | -- | - | -- | --- | --- | ---- |
| 1  | Olse Merksem HC     | 37  | 22 | 18 | 1 | 3  | 472 | 405 | 67   |
| 2  | Union beynoise      | 36  | 22 | 17 | 2 | 3  | 477 | 382 | 95   |
| 3  | HC Herstal (T) (C)  | 35  | 22 | 16 | 3 | 3  | 481 | 396 | 85   |
| 4  | Sporting Neerpelt   | 26  | 22 | 12 | 2 | 8  | 451 | 435 | 16   |
| 5  | Initia HC Hasselt   | 26  | 22 | 12 | 2 | 8  | 445 | 413 | 32   |
| 6  | KV Sasja HC Hoboken | 23  | 22 | 11 | 1 | 10 | 430 | 414 | 16   |
| 7  | Sporta Evere        | 18  | 22 | 9  | 0 | 13 | 452 | 461 | -9   |
| 8  | KTSV Eupen 1889     | 17  | 22 | 8  | 1 | 13 | 464 | 513 | -49  |
| 9  | HV Arena Hechtel    | 15  | 22 | 7  | 1 | 14 | 407 | 426 | -19  |
| 10 | RPSM                | 12  | 22 | 6  | 0 | 16 | 433 | 500 | -67  |
| 11 | Apoloon Kortrijk    | 11  | 22 | 5  | 1 | 16 | 399 | 447 | -48  |
| 12 | Olympia Heusden     | 8   | 22 | 4  | 0 | 18 | 369 | 488 | -119 |

|                 | Qualification pour les Play-Offs  |
|                 | Play-Downs                        |
| (T)             | Tenant du titre                   |
| en augmentation | Promu de 1991                     |
| (C)             | Vainqueur de la Coupe de Belgique |

##### Évolution du Classement
- Leader du classement

| HER | OME | HER | HER | NEE | HER | UBE | NEE | Union beynoise | Union beynoise | Union beynoise | Union beynoise | Union beynoise | Union beynoise | Union beynoise | Union beynoise | Union beynoise | Union beynoise | Merksem | Merksem | Merksem | Merksem |  |  |  |  |  |  |  |  |
|     |     |     |     |     |     |     |     |                |                |                |                |                |                |                |                |                |                |         |         |         |         |  |  |  |  |  |  |  |  |
| 01  | 02  | 03  | 04  | 05  | 06  | 07  | 08  | 09             | 10             | 11             | 12             | 13             | 14             | 15             | 16             | 17             | 18             | 19      | 20      | 21      | 22      |  |  |  |  |  |  |  |  |

- Journée par journée

| Club                | 1  | 2  | 3  | 4  | 5  | 6  | 7  | 8  | 9  | 10 | 11 | 12 | 13 | 14 | 15 | 16 | 17 | 18 | 19 | 20 | 21 | 22 |
| ------------------- | -- | -- | -- | -- | -- | -- | -- | -- | -- | -- | -- | -- | -- | -- | -- | -- | -- | -- | -- | -- | -- | -- |
| Sporting Neerpelt   | 6  | 4  | 2  | 2  | 1  | 3  | 2  | 1  | 2  | 2  | 3  | 4  | 4  | 4  | 4  | 4  | 4  | 4  | 4  | 4  | 4  | 4  |
| HC Herstal          | 1  | 3  | 1  | 1  | 2  | 1  | 4  | 3  | 3  | 3  | 2  | 3  | 3  | 3  | 3  | 3  | 3  | 3  | 3  | 3  | 3  | 3  |
| KV Sasja HC Hoboken | 2  | 6  | 7  | 9  | 7  | 9  | 6  | 8  | 7  | 8  | 6  | 6  | 5  | 5  | 5  | 5  | 6  | 6  | 6  | 6  | 6  | 6  |
| Olse Merksem HC     | 3  | 1  | 3  | 3  | 3  | 4  | 3  | 4  | 4  | 4  | 4  | 2  | 2  | 2  | 2  | 2  | 2  | 2  | 1  | 1  | 1  | 1  |
| Union beynoise      | 6  | 5  | 3  | 4  | 4  | 2  | 1  | 2  | 1  | 1  | 1  | 1  | 1  | 1  | 1  | 1  | 1  | 1  | 2  | 2  | 2  | 2  |
| Initia HC Hasselt   | 12 | 8  | 6  | 7  | 8  | 7  | 5  | 5  | 5  | 5  | 7  | 7  | 8  | 7  | 6  | 6  | 5  | 5  | 5  | 5  | 5  | 5  |
| Apolloon Courtrai   | 9  | 9  | 12 | 10 | 11 | 11 | 11 | 10 | 11 | 11 | 11 | 9  | 10 | 10 | 10 | 10 | 10 | 10 | 10 | 11 | 11 | 11 |
| Sporta Evere        | 10 | 10 | 10 | 11 | 10 | 10 | 10 | 11 | 9  | 9  | 9  | 10 | 9  | 9  | 9  | 9  | 9  | 8  | 8  | 7  | 7  | 7  |
| HV Arena Hechtel    | 8  | 12 | 12 | 8  | 9  | 8  | 9  | 7  | 6  | 7  | 5  | 5  | 6  | 6  | 7  | 7  | 7  | 9  | 9  | 9  | 9  | 9  |
| RPSM                | 11 | 11 | 9  | 12 | 12 | 12 | 12 | 12 | 12 | 12 | 12 | 12 | 12 | 12 | 12 | 11 | 11 | 11 | 11 | 10 | 10 | 10 |
| KTSV Eupen 1889     | 5  | 7  | 8  | 5  | 5  | 5  | 7  | 6  | 8  | 6  | 8  | 8  | 7  | 8  | 8  | 8  | 8  | 7  | 7  | 8  | 8  | 8  |
| Olympia Heusden     | 4  | 2  | 5  | 6  | 6  | 6  | 8  | 9  | 10 | 10 | 10 | 11 | 11 | 11 | 11 | 12 | 12 | 12 | 12 | 12 | 12 | 12 |

#### Matchs
| Résultats (dom.\ext.)                                      | SNE   | AKO   | HER   | IHA   | KVS   | OME   | UBE   | ARE   | RPSM  | EVE   | EUP   | OHE   |
| Sporting Neerpelt                                          |       | 27-24 | 16-17 | 16-17 | 21-17 | 17-22 | 19-19 | 22-16 | 32-21 | 18-16 | 16-20 | 20-18 |
| Apoloon Kortrijk                                           | 16-21 |       | 17-24 | 16-19 | 14-15 | 18-20 | 12-20 | 24-21 | 0-10  | 20-16 | 30-27 | 19-21 |
| HC Herstal                                                 | 25-16 | 19-18 |       | 28-16 | 26-18 | 17-17 | 15-13 | 24-18 | 25-19 | 25-20 | 26-19 | 21-15 |
| Initia HC Hasselt                                          | 12-12 | 19-20 | 19-19 |       | 22-16 | 23-19 | 23-22 | 18-19 | 29-18 | 24-23 | 22-19 | 24-19 |
| KV Sasja HC Hoboken                                        | 23-17 | 27-17 | 16-15 | 21-20 |       | 18-20 | 17-19 | 14-14 | 21-13 | 21-15 | 28-19 | 21-12 |
| Olse Merksem HC                                            | 18-21 | 25-17 | 17-16 | 19-15 | 17-13 |       | 21-22 | 10-12 | 34-21 | 22-19 | 23-21 | 22-19 |
| Union Beynoise                                             | 21-12 | 22-13 | 20-20 | 20-17 | 22-19 | 16-17 |       | 18-21 | 31-23 | 21-17 | 28-20 | 27-14 |
| HV Arena Hechtel                                           | 19-20 | 19-18 | 15-22 | 18-15 | 27-19 | 19-21 | 16-19 |       | 21-17 | 14-18 | 19-16 | 26-19 |
| RPSM                                                       | 23-22 | 21-20 | 23-27 | 18-19 | 21-22 | 16-17 | 18-30 | 21-10 |       | 19-25 | 20-23 | 25-12 |
| Sporta Evere                                               | 22-27 | 22-24 | 15-23 | 17-24 | 22-18 | 21-27 | 18-19 | 25-24 | 23-20 |       | 30-14 | 23-18 |
| KTSV Eupen 1889                                            | 25-23 | 21-21 | 30-27 | 19-18 | 20-19 | 27-28 | 17-29 | 14-13 | 29-20 | 25-26 |       | 23-17 |
| Olympia Heusden                                            | 19-21 | 11-21 | 19-20 | 15-30 | 19-23 | 17-27 | 10-16 | 20-19 | 18-26 | 20-19 | 17-15 |       |
| - Victoire à domicile - Match nul - Victoire à l'extérieur |       |       |       |       |       |       |       |       |       |       |       |       |

### Play-offs

#### Classement
|   | Équipe             | Pts | J | G | N | P | Bp  | Bc  | Diff |
| - | ------------------ | --- | - | - | - | - | --- | --- | ---- |
| 1 | Olse Merksem HC    | 13  | 6 | 4 | 1 | 2 | 121 | 104 | 17   |
| 2 | Union beynoise     | 9   | 6 | 2 | 2 | 2 | 129 | 134 | -5   |
| 3 | Sporting Neerpelt  | 7   | 6 | 3 | 0 | 3 | 122 | 121 | 1    |
| 4 | HC Herstal (C) (T) | 5   | 6 | 1 | 1 | 4 | 119 | 132 | -13  |

|     | Qualification pour la Coupe des clubs champions |
|     | Qualification pour la Coupe IHF                 |
|     | Qualification pour la Coupe des coupes          |
| (T) | Tenant du titre                                 |
| (C) | Vainqueur de la Coupe de Belgique               |

Remarque : pour rappel, grâce à leur classement à l'issue la saison régulière, l'Olse Merksem HC, le Union beynoise, le HC Herstal et le Sporting Neerpelt ont débuté les plays-offs avec respectivement 4, 3, 2 et 1 point de bonus.

#### Matchs
| Résultats (dom.\ext.)                                      | HER   | UBE   | SNE   | OME   |
| HC Herstal                                                 |       | 21-21 | 23-17 | 16-20 |
| Union beynoise                                             | 26-20 |       | 22-17 | 22-22 |
| Sporting Neerpelt                                          | 26-21 | 29-23 |       | 16-14 |
| Olse Merksem HC                                            | 22-18 | 25-15 | 18-17 |       |
| - Victoire à domicile - Match nul - Victoire à l'extérieur |       |       |       |       |

### Champion
| Champion de Belgique de handball 1991-1992 Oud Leerlingen Sint-Eduardus Merksem Handbal Club 1er titre |

## Bilan

### Classement final
| Rang | Équipe              |
| ---- | ------------------- |
| 1er  | Olse Merksem HC     |
| 2e   | Union beynoise      |
| 3e   | Sporting Neerpelt   |
| 4e   | HC Herstal (T), (C) |
| 5e   | Initia HC Hasselt   |
| 6e   | KV Sasja HC Hoboken |
| 7e   | Sporta Evere        |
| 8e   | KTSV Eupen 1889     |
| 9e   | HV Arena Hechtel    |
| 10e  | RPSM                |
| 11e  | Apoloon Kortrijk    |
| 12e  | Olympia Heusden     |

|                 | Champion de Belgique et qualifiés pour la Coupe des clubs champions |
|                 | Qualifiés pour la Coupe IHF                                         |
|                 | Qualification pour la Coupe des coupes                              |
|                 | Relégués en division 2                                              |
| (T)             | Tenant du titre                                                     |
| (C)             | Vainqueur de la Coupe de Belgique                                   |
| en augmentation | Promu de début de saison en Division 1                              |

### Parcours en coupes d'Europe
| Club                | Compétition               | Tour d'entrée | Résultat            | Dernier adversaire        |
| HC Herstal          | Coupe des clubs champions | 1er tour      | éliminé au 1er tour | Grasshopper Club Zurich   |
| Initia HC Hasselt   | Coupe des coupes          | 1er tour      | éliminé au 1er tour | Vénissieux handball       |
| KV Sasja HC Hoboken | Coupe IHF                 | 1er tour      | éliminé en 1er tour | Girondins de Bordeaux HBC |

### Bilan de la saison
| Tableau d'honneur de la saison 1991-1992 |                                   |              |
| Compétition                              | Vainqueur                         | Commentaire  |
| Championnat de Belgique                  | Olse Merksem HC                   | 1er titre    |
| Coupe de Belgique                        | HC Herstal                        | 1er victoire |
| Qualifications européennes               |                                   |              |
| Compétition                              | Qualifiés                         | Qualifiés    |
| Coupe des clubs champions                | Olse Merksem HC                   | Premier tour |
| Coupe des coupes                         | HC Herstal                        | Premier tour |
| Coupe IHF                                | Union beynoise                    | Premier tour |
| Promotions et relégations                |                                   |              |
| Promu en Division 1 (D1)                 | HC Kiewit HC Eynatten             | 1er 2e       |
| Relégation en Division 2 (D2)            | Apolloon Kortrijk Olympia Heusden | 11e 12e      |